# Неделин, Вадим Серафимович
Неделин Вадим Серафимович (4 мая 1928, Борисоглебск — 15 июля 1993, Москва) — советский военный деятель, командующий 43-й ракетной армией РВСН, генерал-полковник (30.04.1982).

## Биография
Родился 4 мая 1928 года в городе Борисоглебске Воронежской области.

### Военное образование
- 1944 год — Одесская артиллерийская спецшкола № 16;
- 1949 год — Одесское артиллерийское училище имени М. В. Фрунзе.
- 1957 год — Военная артиллерийская командная академия
- 1970 год — Военная академию Генштаба ВС СССР имени К. Е. Ворошилова.

### Прохождение службы
По окончании артиллерийского училища служил в артиллерийских частях Сухопутных войск в Ленинградском ВО. С 1960 года — в РВСН: командир дивизиона; командир ракетного полка.
В 1967—1968 годах — заместитель командира 33-й гвардейской ракетной дивизии (г. Мозырь).
Командир 32-й ракетной дивизии (г. Осанки); заместитель командующего 50-й ракетной армии по боевой подготовке; первый заместитель командующего 50-й ракетной армии (г. Смоленск).
В 1975—1982 годах — командующий 43-й ракетной армии (г. Винница).
В 1982—1991 годах заместитель Главнокомандующего ракетными войсками стратегического назначения по военно-учебных заведениях — начальник военно-учебных заведений РВСН.
Умер 15 июля 1993 года в Москве. Похоронен на Троекуровском кладбище.

## Награды
- Орден Ленина (1978);
- Орден Октябрьской Революции (1985);
- Орден Красной Звезды (1974);
- Орден Трудового Красного Знамени (1968);
- Орден «За службу Родине в Вооруженных Силах СССР» 3-й степени (1990);
- Медали.

## Семья
Отец — Неделин Серафим Иванович (1903—1965) — советский ученый-экономист, кандидат экономических наук, был родным братом Главнокомандующего РВСН, Героя Советского Союза, главного маршала артиллерии Неделина Митрофана Ивановича (1902—1960).